# Lama Kazi Dawa Samdup
Lama Kazi Dawa Samdup ou Dawasamdup (né au Sikkim le 17 juin 1868 - mort à Calcutta le 22 mars 1922) était un Sikkimais, issue d'une famille d'origine tibétaine, directeur de l’école Bhoutia (ou Bhotia) d’État du Sikkim à Gangtok avant de devenir le traducteur de l'administration britannique et du gouvernement tibétain. Il a aussi été professeur et interprète d'Alexandra David-Néel.

## Biographie

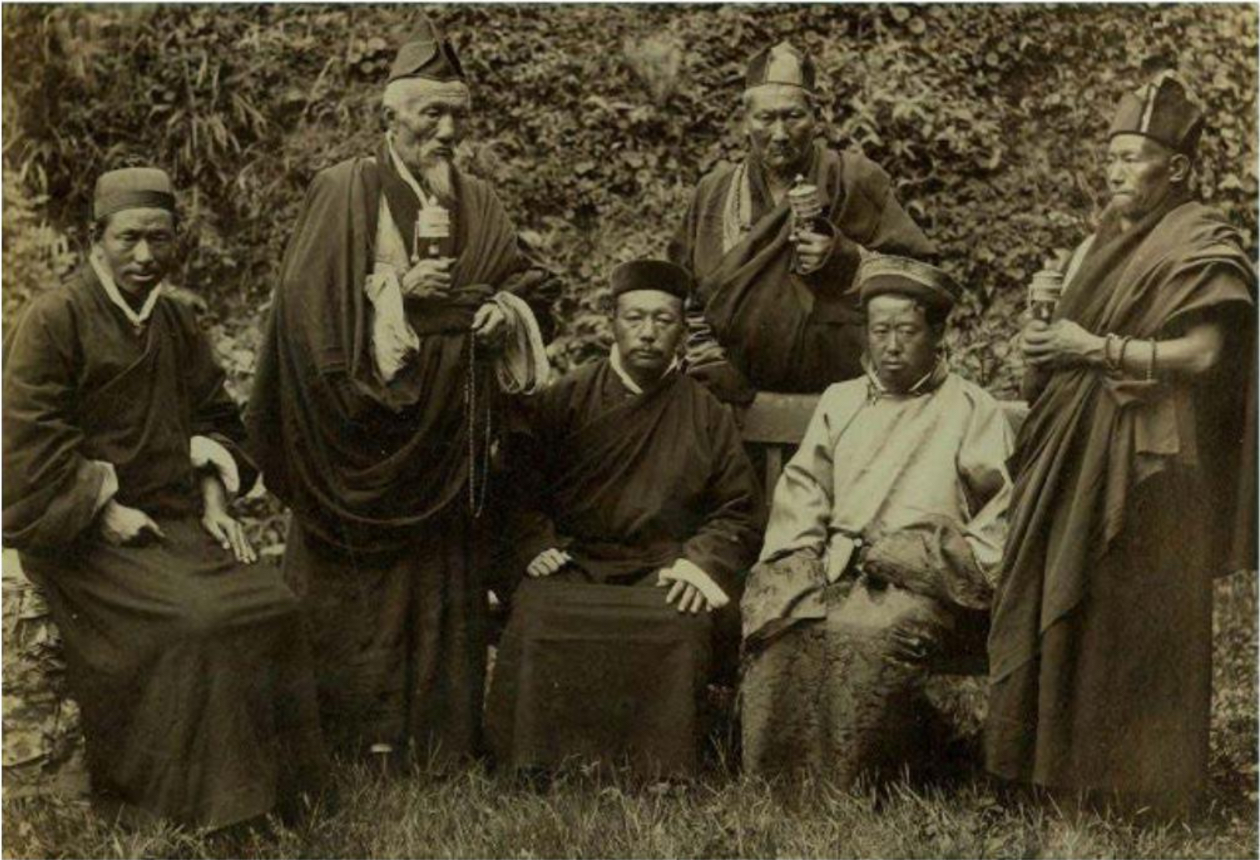
Un groupe de lamas dont lama Sherab Gyatso (second à gauche) avec le roi (Chogyal) du Sikkim vers 1900 à Darjeeling.

Lama Kazi Dawa Samdup reçut une éducation lamaïque suivant l’école Karma Kagyu du bouddhisme tibétain. De décembre 1887 à octobre 1894, il résida à Buxaduar, alors au Bhoutan, où il fut interprète du gouvernement britannique. Plus tard, il fut l’interprète du gouvernement du Tibet. C’est à Buxaduar qu’il rencontra l’ermite Guru Norbu qui fut son maître principal. 
À la demande de son père, il se maria et eut deux fils et une fille. En 1906, il fut nommé maître titulaire de l’école du Maharadja de Buthia, près de Gangtok, une fonction qu’il assura jusqu’en 1919 quand Walter Evans-Wentz le rencontra grâce à une lettre d’introduction de D. S. W. Laden-La Sardar Bahadur (Sonam Wangfel Laden, Chef de la police de Darjeeling et érudit bouddhiste d’origine tibétaine renommé. En 1920, il est nommé enseignant en tibétain à l’université de Calcutta. C’est dans cette ville qu’il est mort 3 ans plus tard.  Walter Evans-Wentz écrit qu'il fut son disciple durant plusieurs mois. Cependant, selon Donald Lopez, leur rencontre fut brève et formelle. Lama Kazi Dawa Samdup maîtrisait parfaitement l’anglais et le tibétain, il a traduit de nombreux ouvrages du tibétain vers l’anglais.
Il fut l’interprète du plénipotentiaire tibétain en Inde et fut membre du personnel politique du 13e dalaï lama durant le séjour de celui-ci en Inde en 1910. John Woodroffe l'a connu initialement quand il était l’interprète en chef attaché à S. E. Lochen Satra (1860-1923), plénipotentiaire tibétain auprès du gouvernement des Indes. Il participa à la Convention de Simla en tant qu'interprète.
C'est Sidkeong Tulku Namgyal, fils aîné et successeur du Chogyal du Sikkim, qui confia la protection d'Alexandra David-Neel à Kazi Dawa Samdup. Ce dernier fut pour elle un guide, un interprète et un professeur de tibétain. Il l'accompagna à Kalimpong où elle se rendit pour rencontrer le 13e dalaï-lama en exil. Elle fut reçue en audience le 15 avril 1912, et croisa dans la salle d'attente Ekai Kawagushi qu'elle retrouvera au Japon. Le dalaï-lama la reçut accompagnée de l'indispensable interprète, et lui conseilla fortement d'apprendre le tibétain, un avis qu'elle suivra. Fin mai, elle se rend à Lachen où elle rencontra le Gomchen de Lachen, supérieur du monastère de la ville, avec comme interprète improvisé M. Owen, un révérend qui remplaça Kazi Dawa Samdup, absent.

## Ouvrages
- Milarépa ou Jetsun-Kahbum. Vie de Jetsün Milarepa, édité par le Dr Walter Evans-Wentz du Jesus College d'Oxford, traduction française de Roland Ryser, Librairie d'Amérique et d'Orient, éditions Adrien-Maisonneuve, Paris, 1955. (réimpression 2000),  (ISBN 2720010340)
- Le Livre des morts tibétain, avec Walter Evans-Wentz, Carl Gustav Jung, Marguerite La Fuente, Jacques Bacot, Éditions A. Maisonneuve, Paris, 1933, (réimpression 1998),  (ISBN 2720000019)
- Le yoga tibétain et les doctrines secrètes ou les Sept livres de la sagesse du grand sentier, avec Walter Y. Evans-Wentz, traduction Marguerite la Fuente, Ed. Maisonneuve, 1964. (réimpression 1997),  (ISBN 2720009881)
- (en) An English-Tibetan Dictionary. Calcutta, The Baptist Mission Press, 1919.
- (en) Tibetan Yoga and Secret Doctrines: Or Seven Books of Wisdom of the Great Path, W.Y. Evans-Wentz (Editor), Kazi Dawa-Sandup (Translator)
- (en) The Tibetan Book of the Dead, the first western-langage translation in 1927 by Kazi Dawa Samdup and Walter Y. Evans-Wentz.
- (en) Tibet's Great Yogi Milarepa. The first complete English translation of Mi la ras pa's life story was edited by W. Y. Evans-Wentz (in collaboration with the Sikkimese translator Kazi Dawa Samdup), (Oxford, 1928).
- (en) Dawasamdup, A Tibetan Funeral Prayer .  Journal of the Asiatic Society of Bengal, n.s. vol. 12 (1916), p. 147-159.  Includes Tibetan text.
- (en) Alexander Scott collection.  G.B. Gordon, The Alexander Scott Collection of Art Objects from Tibet and Nepal, The Museum Journal [Philadelphia], vol. 5, no. 2 (June 1914), p. 55-57.  Bronzes include Ma cig Lab sgron, Mi la ras pa and Tilopa.  They were described by the collector's Tibetan informant of Darjeeling "Dousand Up" (i.e., Dawasamdup).
- (en) Shrîchakrasambhâra Tantra: A Buddhist Tantra (Dem-chog Tantra). Première publication en 1918-1919.
- (en) Prayer of Choje Tsangpa Gyare, called the Religions Wishes (Gejor-dumpa) .  Journal of the Asiatic Society of Bengal, vol. 8 (1912), p. 149-60. Gtsang pa Rgya ras pa.
- (en) Translation of the seventh chapter of Jetsun Kanbum (biographical history of Jetsun Milarepa).   (Darjeeling 1914) 51 pp.

## Ouvrages non publiés
- (en) History of Bhutan.  Traduction de Rje Mkhan chen X Bstan ’dzin chos rgyal (XVIIIe siècle), Lho’i Chos ’byung Bstan pa Rin po che’i ’Phro mthud ’Jam mgon Smon mtha’i ’Phreng ba.  Une version a été publiée sous le titre A History of Bhutan from the 7th Century A.D. to the 18th Century A.D., Historical Reproductions (n.pl. 1969), note de Turrell V. Wylie, "From a copy formerly owned by the late Sir Charles Bell."  La base de cette publication provient de photocopies faites par E. Gene Smith en 1962.
- (en) History of Sikkimdu Maharaja Thutob Namgyal (Mthu stobs rnam rgyal (1864-1914)) et Maharani Yeshay Dolma  (Ye shes sgrol ma). “History of Sikkim” et un supplément “The Pedigree of the Kazis of Sikkim and the History of their Ancestors, as they came by degrees to be appointed ministers to the Maharajas of Sikkim.”

## Autres lectures
- (en) Harry Oldmeadow ;  Journeys East: 20th century Western encounters with Eastern religious traditions
- (en) John Crook et James Low;  The Yogins of Ladakh: A Pilgrimage Among the Hermits of the Buddhist Himalayas